# Kirchheim unter Teck
Kirchheim unter Teck is een stad in de Duitse deelstaat Baden-Württemberg, en maakt deel uit van de Landkreis Esslingen.
Kirchheim unter Teck telt 40.774 inwoners.

## Stedenbanden
Kirchheim unter Teck heeft drie zustersteden: 
- Rambouillet (Frankrijk)
- Kalosca (Hongarije)
- Backi Petrovac (Servië)

## Geboren
- Kay Winkler (1956-2023), beeldhouwer en installatiekunstenaar
- Lado Fumic (1976), mountainbiker
- Manuel Fumic (1982), mountainbiker

## Afbeeldingen

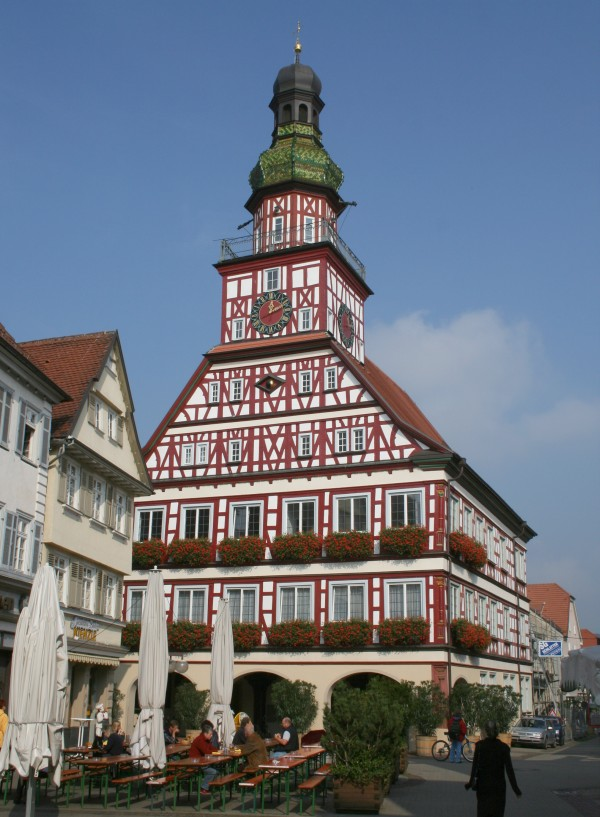
Raadhuis (2005)
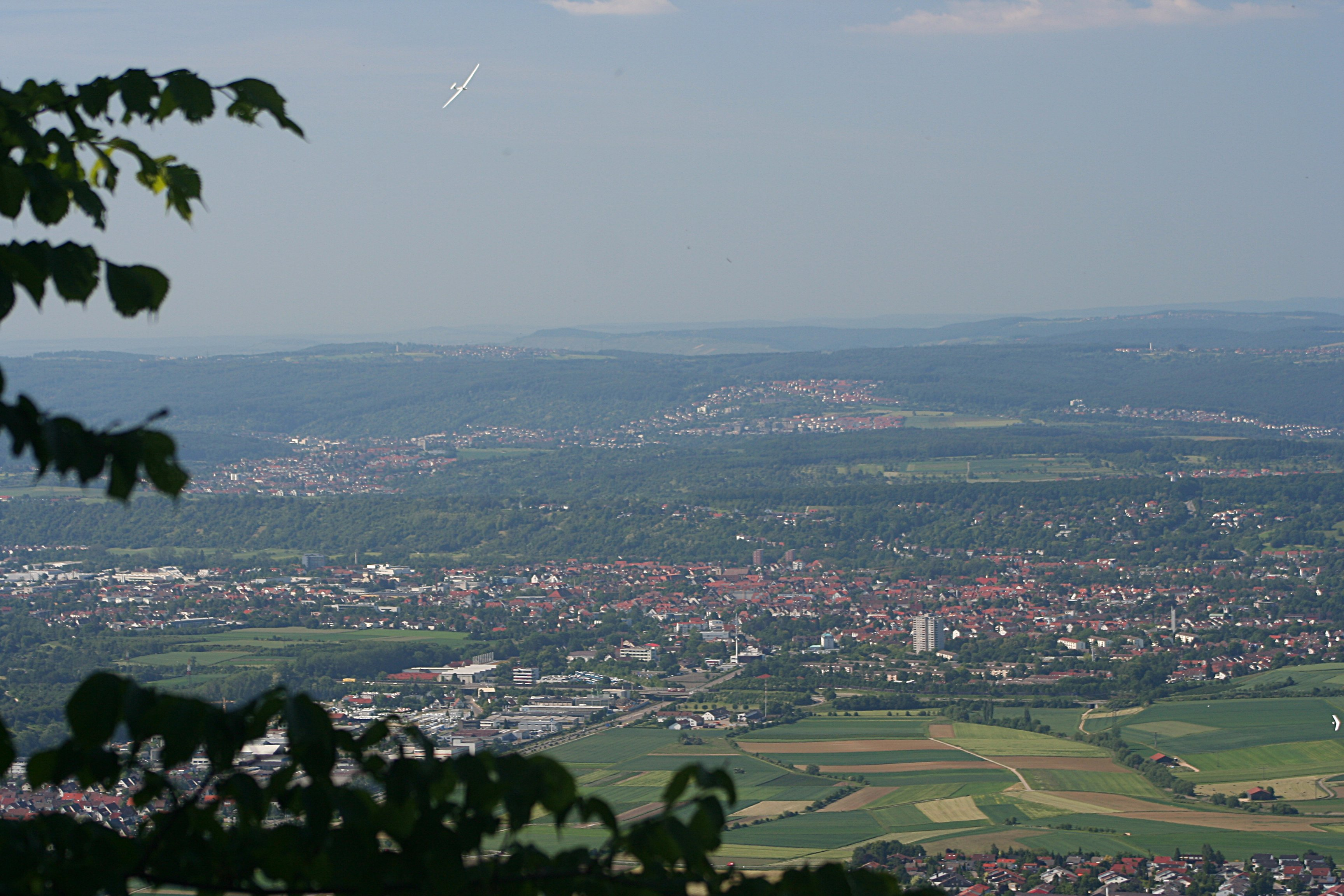
Kirchheim unter Teck (2006)

Aichtal ·
Aichwald ·
Altbach ·
Altdorf ·
Altenriet ·
Baltmannsweiler ·
Bempflingen ·
Beuren ·
Bissingen an der Teck ·
Deizisau ·
Denkendorf ·
Dettingen unter Teck ·
Erkenbrechtsweiler ·
Esslingen am Neckar ·
Filderstadt ·
Frickenhausen ·
Großbettlingen ·
Hochdorf ·
Holzmaden ·
Kirchheim unter Teck ·
Kohlberg ·
Köngen ·
Leinfelden-Echterdingen ·
Lenningen ·
Lichtenwald ·
Neckartailfingen ·
Neckartenzlingen ·
Neidlingen ·
Neuffen ·
Neuhausen auf den Fildern ·
Notzingen ·
Nürtingen ·
Oberboihingen ·
Ohmden ·
Ostfildern ·
Owen ·
Plochingen ·
Reichenbach an der Fils ·
Schlaitdorf ·
Unterensingen ·
Weilheim an der Teck ·
Wendlingen am Neckar ·
Wernau (Neckar) ·
Wolfschlugen